# Celama phaeocraspis
Celama phaeocraspis är en fjärilsart som beskrevs av George Francis Hampson 1909. Celama phaeocraspis ingår i släktet Celama och familjen trågspinnare. Inga underarter finns listade i Catalogue of Life.